# Établissement de la Brosse et Fouché
Pour les articles homonymes, voir La Brosse et Fouché.
L'Établissement de la Brosse et Fouché est un ancien chantier naval français.

## Historique
- 1895 : Deux polytechniciens - Eugène Guillet de la Brosse (1857-1939) et Henri-Edmond Fouché (1860-1943)[1] - se lancent dans l’aventure de la construction navale. Ils reprennent le « chantier Paul Oriolle », placé en liquidation judiciaire. Au départ, l’entreprise compte vingt-cinq salariés.

- 1898 : Développement de la société en absorbant des ateliers mécaniques de la fonderie Voruz (23 000 m2 situés de l’autre côté du canal nord-sud).

- 1902[2] : Reprise du chantier Le François qui se trouve dans le quartier de la Prairie-au-Duc (Nantes), proche des Ateliers et Chantiers de la Loire (ACL).

- 1905 : Prenant le relais du Chantier Oriolle, Ernest de La Brosse et Edmond Fouché orientent leurs activités vers les petites unités, hors des voiliers, et des constructions mécaniques. Pourtant le chiffre du tonnage des navires mis à l'eau cette année est insignifiant : 2311 tonnes de tonnage brut pour 11 navires jaugés. Cependant, la majeure partie revient aux établissements de La Brosse et Fouché :

Le cargo Aurélien Scholl - 1698 t. - 74,80 m
Le yacht à vapeur Pacifique - 517 t. - 62,60 m, un des plus importants de la flotte de plaisance française.
Une drague à godets commandée par le ministre des Colonies pour le Sénégal.
Des remorqueurs de 20,40 m et 220 CV de 1895 au contre-torpilleur Voltigeur de 65,50 m et 3500 CV de 1908.
- 1907 : Assimilation de l'ancien chantier Sâtre, situé juste en aval des ACL.

- 1909 :  L'établissement de la Brosse et Fouché devient les Ateliers et chantiers de Bretagne (ACB).

## Localisation et constitution
La société est localisée sur Nantes, en bordure de Loire sur un terrain de dix mille mètres carrés. Il est encadré à l'est par le canal nord-sud, au sud par le canal est-ouest.
De plus, l'approfondissement du port de la Loire permet aux chantiers de construire des bâtiments de grand tirant d'eau (3 cales), avec toute sécurité pour le lancement et la descente à la mer.

## Modification du régime d'État
- 1893 : La loi du 30 janvier sur la Marine Marchande favorise par les primes d'État  la construction de grands voiliers.

- 1902 : Modification de la loi de 1893. Le régime de protection légale ne s'applique désormais qu'à une seule catégorie de navires, les vapeurs.

## Stratégie de gestion du chantier
Dès sa création, la société de La Brosse et Fouché s'est orientée vers la construction de navires à vapeur et les techniques nouvelles. Ils construisent des cargos, des remorqueurs, des chalutiers et des petits navires de guerre. Il s'agit d'une  production intégrée. Tout est fabriqué “maison” : “de la quille jusqu’à la pomme du mât” en passant par les chaudières et les moteurs.